# Relais de poste de Marle
Le relais de poste de Marle est un relais de poste situé à Marle, en France.

## Localisation
Le relais est situé sur la commune de Marle, dans le département de l'Aisne.

## Historique
Le monument est inscrit au titre des monuments historiques en 1933.